# Dyskografia Juniora Reida
Dyskografia Juniora Reida, jamajskiego wykonawcy muzyki roots reggae i dancehall.

## Albumy studyjne
| Lp. | Tytuł                    | Data wydania | Wytwórnia        | Format |
| --- | ------------------------ | ------------ | ---------------- | ------ |
| 1.  | Boom-Shack-A-Lack        | 1985         | Greensleeves     | LP     |
| 2.  | Original Foreign Mind    | 1985         | Harry J / Sunset | LP     |
| 3.  | One Blood                | 1989         | Big Life         | CD, LP |
| 4.  | Progress                 | 1990         | Big Life         | CD, LP |
| 5.  | Long Road                | 1991         | Cohiba           | CD, LP |
| 6.  | Visa                     | 1993         | Greensleeves     | CD, LP |
| 7.  | Junior Reid & The Bloods | 1995         | RAS              | CD, LP |
| 8.  | Listen To the Voices     | 1996         | RAS              | CD, LP |
| 9.  | True World Order         | 1997         | J.R.             | CD, LP |
| 10. | Emmanuel Calling         | 2000         | J.R.             | CD, LP |
| 11. | Rasta Government         | 2003         | J.R.             | CD, LP |

## Albumy koncertowe
| Lp. | Tytuł            | Data wydania | Wytwórnia | Format | Komentarz                                  |
| --- | ---------------- | ------------ | --------- | ------ | ------------------------------------------ |
| 1.  | Live in Berkeley | 2007         | 2B1       | CD+DVD | nagranie z koncertu w Berkeley w roku 2006 |

## Kompilacje
| Lp. | Tytuł                      | Data wydania | Wytwórnia | Format | Komentarz                         |
| --- | -------------------------- | ------------ | --------- | ------ | --------------------------------- |
| 1.  | Big Timer                  | 1993         | VP        | CD, LP | składanka „the best of”           |
| 2.  | RAS Portraits: Junior Reid | 1997         | RAS       | CD     | składanka z serii „RAS Portraits” |

## Wspólnie z innymi wykonawcami
| Wykonawcy                      | Tytuł              | Data wydania | Wytwórnia      | Format |
| ------------------------------ | ------------------ | ------------ | -------------- | ------ |
| Junior Reid & Leroy Smart      | Back To Back       | 1985         | Volcano        | LP     |
| Junior Reid & Leroy Smart      | Face To Face Clash | 1985         | Sunset         | LP     |
| Junior Reid & Teezy            | Two of a Kind      | 1985         | Tamoki Wambesi | LP     |
| Junior Reid & Don Carlos       | Firehouse Clash    | 1986         | Live & Learn   | LP     |
| Junior Reid & Cornell Campbell | Double Top         | 1986         | Tamoki Wambesi | LP     |

## Inne
Junior Reid wraz z Sammym Tracym i Terrym McDermottem współtworzył trio wokalne Voice of Progress, które w roku 1982 wydało płytę długogrającą Mini Bus Driver (wznowioną także w latach 90. pod tytułem Shadow After Dark). Natomiast w latach 1986–1987 był głównym wokalistą legendarnej grupy Black Uhuru, z którą nagrał dwa albumy studyjne: Brutal i Positive oraz album koncertowy Live in New York City.
Ponadto wydał ponad 100 singli na winylach 7" i 12". Wiele jego piosenek znalazło się na różnych składankach z muzyką reggae.